# Fujiwara no Otomuro
Fujiwara no Otomuro (藤原乙牟漏, Otomuro Fujiwara), född år 760, död 28 april 790, var en kejsarinna av Japan som gift med kejsar Kammu (Kanmu-tennō).

## Biografi
Fujiwara no Otomuros föräldrar var adelsmannen Fujiwara no Yoshitsugu och Abe no Komina. Hon var syster till Fujiwara no Moroane.
Otomuro gifte sig med kejsar Kammu (桓武天皇). Deras barn var:
- Kejsar Heizei[4]
- Kejsar Saga
- Prinsessan Koshi

Fujiwara no Otomuros barnbarn var kejsar Ninmyō.